# صدفی

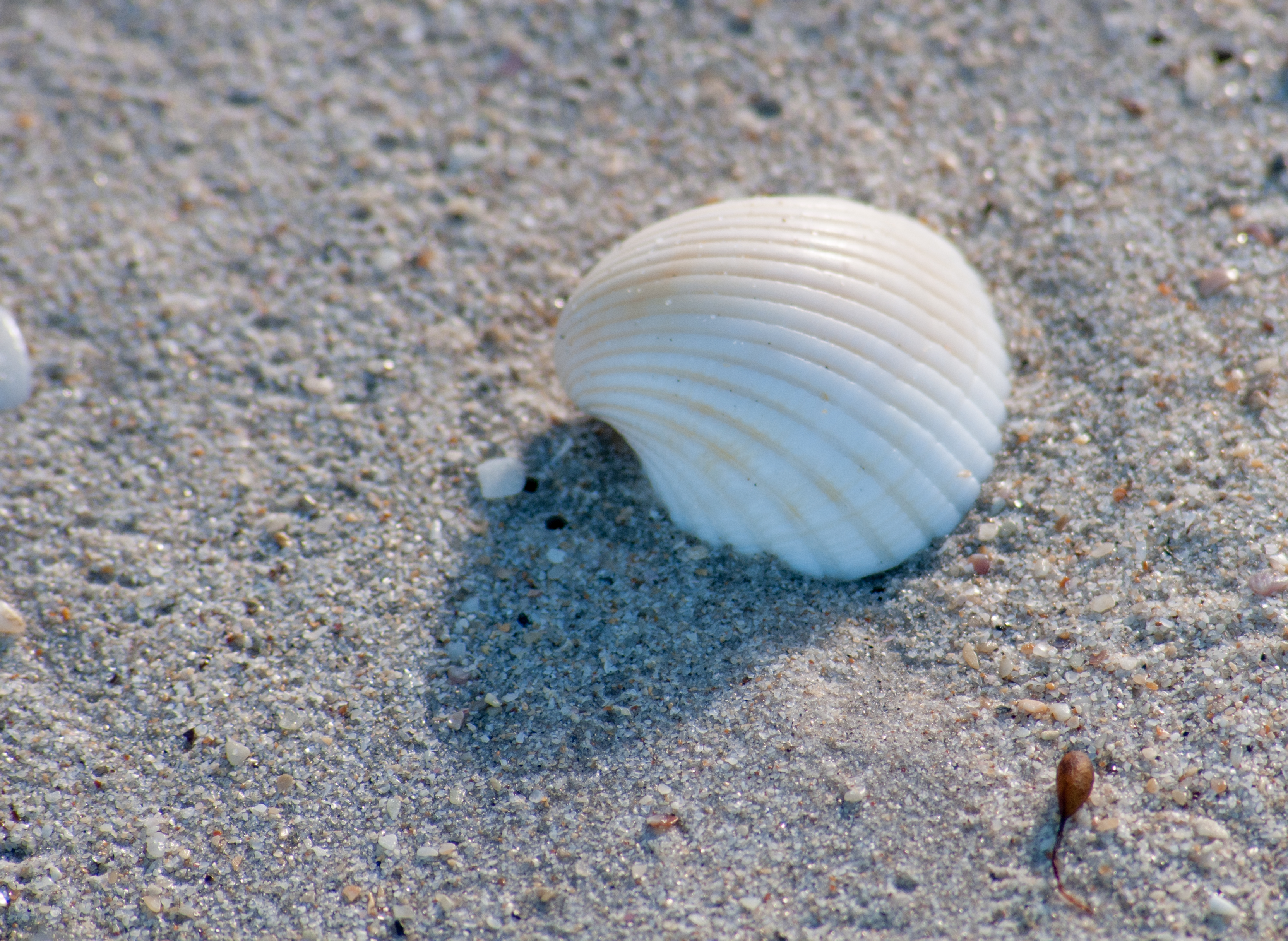
صدف در شن و ماسه

صدفی یک رنگ مایل به سفید است که شبیه برخی از رنگ‌های صورتی کم‌رنگ است که در بسیاری از صدف‌های دریایی رایج است.
نخستین استفاده ثبت‌شده از صدف حلزونی یا خرچنگ به عنوان نام یک رنگ در انگلیسی در سال ۱۹۲۶ بود.
در سال ۱۹۸۷، «صدف دریایی» به عنوان یکی از رنگ‌های X11 گنجانده شد.

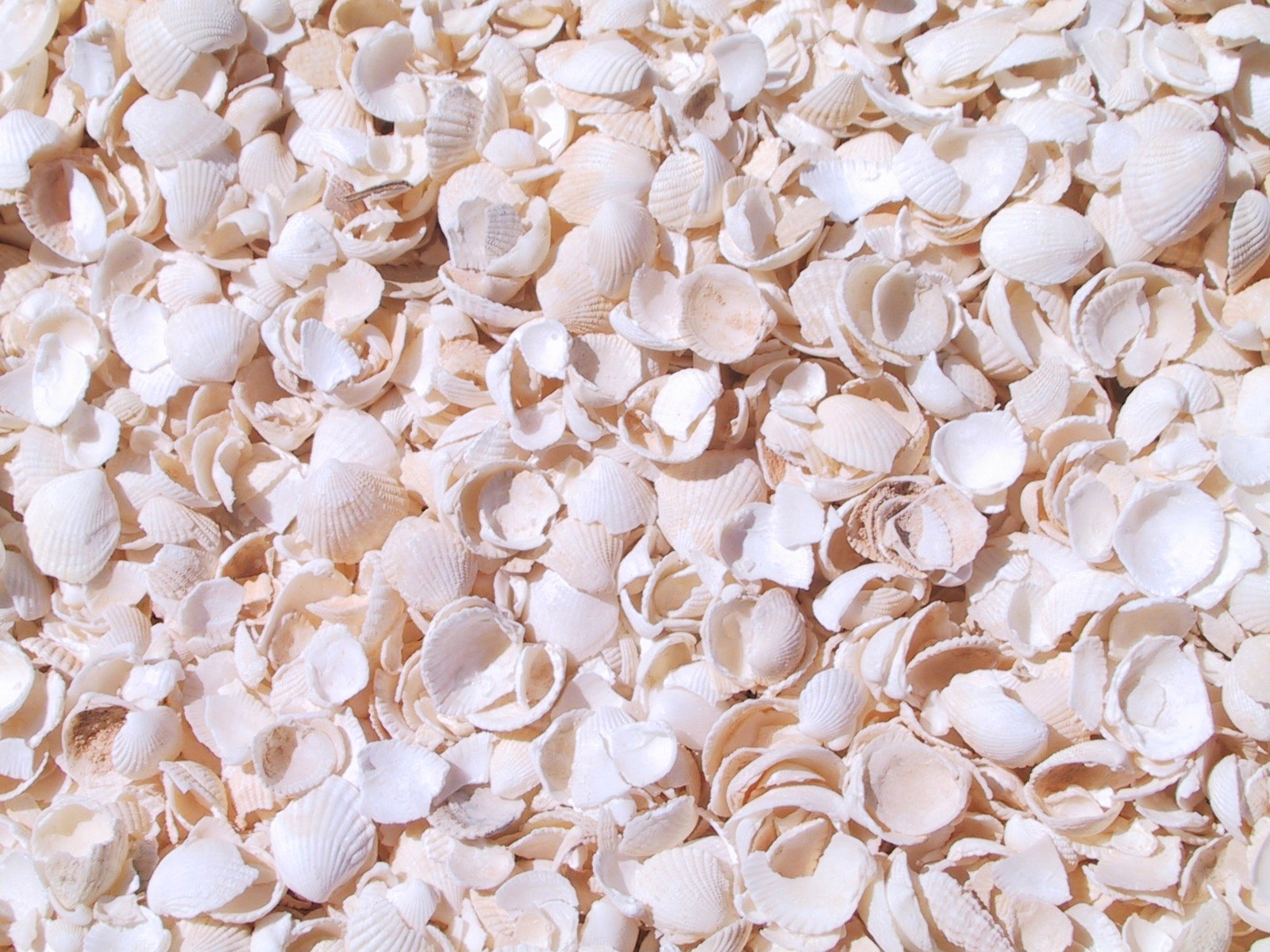
صدف در ساحل شل، غرب استرالیا